# Richard Arkless
Richard Arkless (* 7. Juli 1975 in Stranraer) ist ein schottischer Politiker der Scottish National Party (SNP).

## Leben
Arkless wurde 1975 in Stranraer geboren. Mit seiner Familie zog er in den Osten Londons und im Alter von acht Jahren wieder zurück nach Stranraer. Arkless besuchte dort die städtischen Schulen und studierte dann Wirtschaftswissenschaften an der Glasgow Caledonian University, die er mit einem Bachelorabschluss verließ. Er wechselte dann an die Universität von Strathclyde, an der er einen juristischen Abschluss erwarb. An der Glasgow Graduate School of Law erlangte Arkless dann seine Zulassung als Jurist. Nach einer Ausbildung zum Solicitor in einer Kanzlei in Edinburgh zog Arkless in die englische Grafschaft Cheshire und wurde als Solicitor in England und Wales zugelassen. Ab 2013 war er freischaffend in Stranraer tätig. Arkless ist verheiratet und zweifacher Vater.

## Politischer Werdegang
Bei den britischen Unterhauswahlen 2015 kandidierte Arkless für die SNP in seinem Heimatwahlkreis Dumfries and Galloway. Er trat dabei gegen den Labour-Abgeordneten Russell Brown an, welcher den Wahlkreis seit seiner Einführung 2005 im britischen Unterhaus vertrat. Nach massiven Stimmgewinnen der SNP bei diesen Wahlen, erreichte Arkless den höchsten Stimmenanteil und zog in der Folge erstmals in das House of Commons ein. Er war dort Mitglied des Rechtsausschusses.
Mit Stimmverlusten verlor Arkless bei den vorgezogenen Unterhauswahlen 2017 sein Mandat an den Konservativen Alister Jack.